# 繼茂橡膠工業股份有限公司
繼茂橡膠工業股份有限公司（英語：GMORS），簡稱繼茂橡膠，是一家總部位於台灣彰濱工業區的橡膠密封零配件製造商 。西元1986年6月9日成立。主要產品襯墊(迫緊)、油封環、O形環、華司、橡膠扣環等橡膠製品。

## 外部連結
- 繼茂橡膠工業股份有限公司官方網站 （页面存档备份，存于）（繁體中文）
- YouTube上的繼茂台灣廠30周年MV【前往夢想的路上】（繁體中文）
- 【繼茂微電影】Gmors, 幸福為你前行的Facebook專頁（繁體中文）